# Purnač
Il Purnač (in russo Пурнач?) è un fiume della Russia europea settentrionale situato sulla penisola di Kola, è il maggior affluente di destra del fiume Ponoj. Scorre nel Lovozerskij rajon dell'oblast' di Murmansk.
La sorgente del fiume si trova allo sbocco del lago Purnač Malyj, nel corso superiore scorre attraverso l'omonimo lago. La corrente è rapida. Nel corso inferiore scorre in uno stretto canyon. Non ci sono insediamenti lungo il suo corso. La lunghezza del fiume è di 137 km, l'area del bacino è di 1 600 km². Sfocia nel Ponoj a 77km dalla foce.